# Simon Schama
Simon Michael Schama (né le 13 février 1945 à Londres) est un historien et un historien de l'art britannique. Il est professeur à l'Université Columbia.
Il a produit nombreux travaux sur l'histoire et l'art tels Landscape and Memory, Dead Certainties, Rembrandt's Eyes et Citizens (en), qui concerne la Révolution française. Il est surtout connu pour l'écriture et l'animation de la série documentaire A History of Britain (en) présentée à la BBC. Il a également été critique d'art et de culture pour le magazine The New Yorker.

## Biographie
Fils d'une deuxième génération d'immigrants juifs ayant des racines lituaniennes et turques, Schama est né à Londres. Au milieu des années 1940, la famille déménage à Southend-on-Sea, Essex, avant de revenir à Londres.
Il travaille quelque temps à l'Université de Cambridge et à l'Université d'Oxford, où il se spécialise sur la Révolution française. Il écrit son premier livre, Patriots and Liberators, qui gagne le Wolfson History Prize.

### Amérique
En 1980, il accepte de diriger une chaire à l'Université Harvard.
En 1989, il publie Citizens, écrit en vitesse pour respecter une entente avec un éditeur. Il s'y concentre sur la Révolution française, dont il méditait une publication depuis plusieurs années, et gagne le NCR Book Award (en) en 1990.
En 1991, il publie Dead Certainties (Unwarranted Speculations), où il fait des liens entre deux décès séparés d'une centaine d'années ; celui du général James Wolfe et de George Parkman, oncle de Francis Parkman. De par son style et ses liens, l'ouvrage a fait couler beaucoup d'encre dans le milieu.
La reconnaissance des travaux de Schama vient moins du milieu académique traditionnel que du monde des arts. Ceci s'est confirmé lorsqu'il est devenu critique d'art pour le magazine The New Yorker en 1995. Il écrit sa colonne durant trois ans. Une sélection de ses meilleurs essais publiée dans le magazine est sortie en 2005 sous le titre de Hang Ups.

### BBC
En 2000, Schama retourne au Royaume-Uni, engagé par la BBC pour produire une série documentaire télévisée sur l'histoire du Royaume-Uni dans le cadre des célébrations du millénaire. La série est intitulée A History of Britain et est animée par Schama lui-même. D'une durée de trois ans, elle compte 15 épisodes et couvre l'histoire britannique jusqu'à l'année 1965,.
La série est devenue l'un des plus grands succès documentaires DVD de la BBC. En 2001, Schama reçoit l'Ordre de l'Empire britannique. En 2003, il signe un nouveau contrat avec la BBC et la compagnie HarperCollins pour la création de trois nouveaux livres et deux séries télévisées.
En octobre 2008, la BBC présente une série télévisée en quatre parties intitulée The American Future: A History (en), animée et écrite par Schama.
En mars 2009, Simon Schama anime une émission radiophonique à BBC Radio 4 intitulée Baseball and me.

### Engagement politique
Dans une tribune publiée par le Times en novembre 2017, Il met en cause la gauche britannique, qu'il accuse d'antisémitisme.

## Publications
- Patriots and Liberators: Revolution in the Netherlands 1780–1813 (1977)
- Two Rothschilds and the Land of Israël (1978)
- The Embarrassment of Riches: An Interpretation of Dutch Culture in the Golden Age (1987)
- Citizens: A Chronicle of the French Revolution (1989)[1]
- Dead Certainties: Unwarranted Speculations (1991)
- Landscape and Memory (1996)[2],[7]
- Rembrandt's Eyes (1999)[2] Les Yeux de Rembrandt, trad. André Zavriew, Éditions du Seuil, 2003,  (ISBN 2-02-017278-X)
- A History of Britain Vol. I (2000,  (ISBN 0-563-48714-3))
- A History of Britain Vol. II (2001,  (ISBN 0-563-48718-6))
- A History of Britain Vol. III (2002,  (ISBN 0-563-48719-4))
- Hang Ups: Essays on Art (2005)
- Rough Crossings (2005,  (ISBN 0-06-053916-X))
- The Power of Art (2006,  (ISBN 0-06-117610-9))[8]
- The American Future (2009,  (ISBN 0-06-053923-2))